# Cánh cung Bắc Sơn
Khối núi Bắc Sơn (hay nếp lồi Bắc Sơn, đới địa máng ven uốn nếp Bắc Sơn, thường gọi là cánh cung Bắc Sơn hoặc vòng cung Bắc Sơn) là một khối núi đá vôi lớn, trong địa phận hai tỉnh Lạng Sơn và Bắc Giang. Khối núi này chạy theo hướng đông bắc-tây nam, dọc hữu ngạn (bờ phải) sông Thương, từ huyện Bắc Sơn và Văn Quan ở phía bắc, qua huyện Hữu Lũng và Chi Lăng, qua huyện Yên Thế, xuống tới phía bắc thị trấn Kép của huyện Lạng Giang.
Khối núi Bắc Sơn dài 60 km, rộng 50 km, cao trung bình 400-500 m.